# Текст у соціальних науках
Текст у соціологічному вимірі активно почав розглядатися із ранніх спроб тематичної класифікації та кількісного виміру змісту газет з середини ХІХ століття. Саме завдяки аналізу преси дослідження текстів перейшло з гуманітарного виміру у більш точний, об’єктивний завдяки процедурі вимірювання контенту. 
Кількісний аналіз текстів у пресі передбачав дотримання таких умов:
- характеристики тексту мають бути зафіксованими в усіх обраних для аналізу матеріалах, що гарантує об’єктивність аналізу. Її забезпечує набір сталих характеристик для певного тексту, за якими різні дослідники, аналізуючи один і той самий текст, слідуючи інструкції, досягають однакового результату аналізу;
- при аналізі тексту необхідна систематичність аналізу об’єкту дослідження – вибір повідомлень для аналізу ґрунтується на певних формальних ознаках, що унеможливлює помилку аналізу, дослідник використовує усі частини тексту під час дослідження, а не лише ті, що підтверджують чи спростовують його гіпотезу;
- вимога репрезентативності матеріалів, які аналізуються з метою поширення результатів на всю сукупність досліджуваного джерела;
- останньою характеристикою є поняття кількісного аналізу, тобто різноманітні процедури під час аналізу текстів, пов’язані з підрахунками (частота вживання одиниць, кореляційні коефіцієнти, відсотки/співвідношення тощо).

Наступним етапом у вивченні текстів була пропаганда на межі ХІХ-ХХ століть. Тоді основну ціль вивчення текстів сформував Лассвелл як «вивчити, що пропагандист ставить в центр уваги, щоб досягти певного ефекту в аудиторії». Тексти досліджувалися на характерні ознаки продукування певних цінностей, установок, поведінки у пропогандистських каналах масової комунікації. Також Лассвелл використовує термін «символ», які відображають соціальні цілі. 
Пізніше головним джерелом текстів були література, фольклор, де досліджувалися психологія людей, певні традиції, ритуали, побут, моделі поведінки,ціннісні орієнтації. Тобто контент-аналітичні дослідження текстів почалися задовго до формального визнання цього методу. Дослідження кількісних характеристик газет, пропаганди, літератури сприяли утвердженню різних методик, які за своєю суттю і є контент-аналізом текстів. 
Соціологічний аналіз змісту комунікації полягає у перегрупуванні тексту відповідно до концептуальної схеми дослідження, тобто виділення певних фрагментів (фрагментація тексту). Таким чином розширюються рамки тексту як об’єкта аналізу. Текст під час аналізу є об’єктивованим відображенням намірів суб’єктів комунікації (комунікатора та реципієнта), тому квантифікація та кількісний аналіз дозволяють досліднику робити висновки про їхню поведінку, наміри тощо. Це і є головною ціллю в соціологічному аналізі текстів.
Кріппендорфф виділяє 6 особливостей текстів, релевантних до визначення контент-аналізу:
1.	Тексти не мають цілі, ніякої залежності читачів від якості тексту. Тексти дають можливість читачеві самостійно вирішувати, які сенси передані у повідомленнях;
2.	Тексти не мають єдиного значення, яке б могло бути «знайденим», «ідентифікованим» чи «описаним» точно так, яким воно є у суспільстві;
3.	Значення, які розкриваються в тексті не повинні бути поділеними. Усі складові тексту утворюють певну систему, цілісність, яка є важливою для його розуміння;
4.	Значення можуть говорити про щось інше, ніж описано в тексті. Мається на увазі, що реципієнт може домислювати те, чого немає в тексті, однак поштовх на це дає контент;
5.	У текстів є значення відносно особливих контекстів та цілей. Наявність певних меседжів у текстах;
6.	Природа текстів вимагає від дослідників робити певні висновки з окремих частин тексту відносно до загального контексту.